# 2010년 칠레 지진

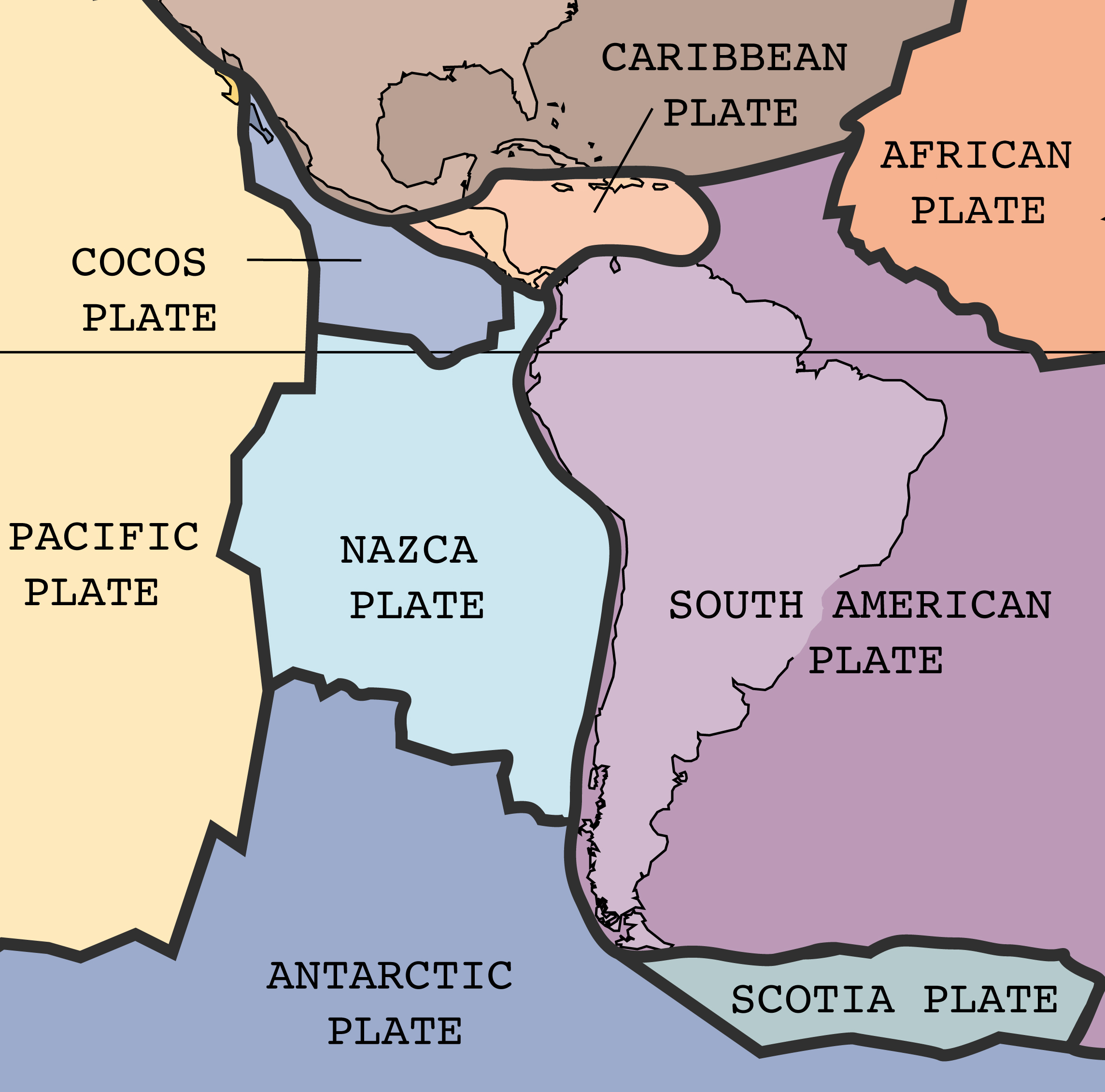
지진은 나스카 판이 남아메리카 판 아래로 끼어들어가 발생했다.

2010년 칠레 지진(스페인어: Terremoto de Chile de 2010)은 2010년 2월 27일 칠레 콘셉시온 북북동쪽 115 km 해역(산티아고 남서쪽 325 km 해역)에서 발생한 지진이다. 처음에는 모멘트 규모 8.3에서 8.5사이로 보고되었으나, 이후에 모멘트 규모 8.8에 이르는 것으로 추정되고 있다. 이는 모멘트 규모 9.5의 1960년 발디비아 지진 이후 칠레에서 발생한 가장 강력한 지진이다.
2010년 칠레 지진 규모 8.8 Mw은 2010년 아이티 지진 규모 7.0 Mw과 비교될 수 있다. 지진은 칠레 수도 산티아고에서도 느낄 수 있었으며, 또한 많은 아르헨티나 도시들에서도 감지되었다. 53개 국가에 쓰나미 경보가 발령되었다. 칠레 대통령 미첼 바첼레트는 "국가 비상사태"를 선언했다. 또한 700명 이상의 사망자가 발생했음을 확인했다.

## 피해 상황

### 지진 규모
처음에는 모멘트 규모 8.3에서 8.5사이로 보고되었으나, 이후에 모멘트 규모 8.8에 이르는 것으로 추정되고 있다.

## 지진 해일 영향
53개 국가에 쓰나미 경보가 발령되었다.
칠레에서는 10m로 추정되는 해일이 있었으며,일본도 아오모리,이와테,미야기에서도 3m의 해일이 올 수 있다고 대쓰나미 경보를 발령했다

## 같이 보기
- 칠레 대지진
- 2010년 아이티 지진
- 2004년 인도양 지진해일
- 2011년 도호쿠 지방 태평양 앞바다 지진